# Nayef Hawatmeh
Nayef Hawatmeh, né le 17 novembre 1938 à Salt, en Jordanie, est un homme politique palestino-jordanien. Il fut l'un des proches collaborateurs de Yasser Arafat, un idéologue, organisateur et participant à la lutte armée en Jordanie, au Liban, en Irak, au Yémen du Sud et en Palestine. Depuis 1969, secrétaire général permanent du Front démocratique de libération de la Palestine.
Hawatmeh est un nationaliste de gauche. Tout au long de sa vie, il a mis en avant des slogans de lutte des couches les plus pauvres de la société palestinienne pour leurs droits sociaux et l'égalité des droits entre musulmans et chrétiens,.

## Biographie
Hawatmeh est originaire d'un clan arabe chrétien remontant aux Ghassanides éparpillé entre la Jordanie, la Palestine et la Syrie. Il est un greco-catholique melchite pratiquant,.
En 1954, il suit des études supérieures en médecine au Caire et adhère au Mouvement nationaliste arabe, où il représente l'aile gauche du parti. Il est obligé d'arrêter ses études à cause de problèmes financiers.
Il revient en 1956 en Jordanie, où il devient professeur dans une école catholique et mène également des activités révolutionnaires. Il est condamné à mort par contumace par le gouvernement jordanien. Il se réfugie en 1958 au Liban avant de s'exiler en Irak, où il dirige pendant cinq ans la branche locale du MNA. Après la chute  de Abdul Karim Qasim,  il part combattre les Britanniques au Yémen du Sud de 1963 à 1967.
En 1959, lorsque le MNA commença à être persécutée par les autorités jordaniennes, il entra dans la clandestinité et fut condamné à mort par contumace. Traversant secrètement Damas jusqu'à Tripoli, au nord du Liban. A cette époque, le président libanais Camille Chamoun adhérait à la ligne pro-américaine et soutenait ce qu'on appelle la « doctrine Eisenhower » pour contrer la propagation du communisme au Moyen-Orient. Nayef Hawatmeh a soutenu les forces antigouvernementales pendant la crise libanaise de 1958 qui s'opposaient à la ligne précédente et a été l'un des organisateurs du Front national, auquel ont participé l'ancien Premier ministre libanais Rachid Karame et son parti, le MNA et le Parti Baas. La guerre civile qui éclata au Liban en 1958 entraîna un changement de gouvernement. Le gouvernement arrivé au pouvoir a abandonné la voie pro-américaine et a annoncé une politique de « neutralité positive ». Les troupes américaines sont contraintes de quitter le pays.
De 1963 à 1967, Hawatmeh dirigeant le MNA au Yémen, a combattu pendant la guerre au Yémen du Sud. Là, il participe au mouvement indépendantiste du pays et à la révolution du 14 octobre, dans la lutte contre l'administration britannique. Il y a également écrit un livre intitulé « La crise de la révolution du Yémen du Sud », dans lequel il parle d'un nouveau programme révolutionnaire dans le contexte de la confrontation entre les ailes gauche et droite du Front national du Yémen du Sud.
En 1967, il regagne la Jordanie après avoir bénéficié d'une amnistie et fonde avec Georges Habache et Ahmed Jibril le Front populaire pour la libération de la Palestine (FPLP).
Il est le fondateur et secrétaire général du Front démocratique pour la libération de la Palestine, créé en 1969 à la suite d'une scission avec le FPLP dont il était également l'un des fondateurs.
En septembre 1970, le gouvernement jordanien décide d’expulser les organisations palestiniennes du pays, ce qui entraîne dix mois d’affrontements militaires entre les militants palestiniens et l'armée jordanienne. Ces événements sont devenus connus sous le nom de « Septembre noir ». Un communiqué officiel spécial indiquait que Naif Hawatme devait être capturé « mort ou vif ».
Depuis 1999, le FDLP, dirigé par Hawatmeh, a été retiré de la liste des organisations terroristes du gouvernement américain, ainsi que d'une liste similaire de l'ONU. Au XXIe siècle, Hawatmeh est un participant légitime aux négociations internationales sur le règlement final du conflit israélo-arabe et sur le statut de l'État de Palestine.
Il est le premier dirigeant palestinien à soutenir l'établissement d'un État palestinien aux côtés de l'État israélien et milite pour la fin de l'Intifada.
Il est légèrement blessé le 21 février 2013 à Damas lors de l'explosion d'une voiture piégée près de ses bureaux dans le cadre de la guerre civile syrienne. L'attentat ne le visait pas mais visait le quartier général voisin du Parti Baas.
Il réside actuellement en exil en Syrie, où le FDLP reçoit un certain soutien de la part du régime syrien.
En tant que leader du Front démocratique pour la libération de la Palestine, à l'invitation du ministère russe des Affaires étrangères, il se rend régulièrement en Russie, où Hawatmeh tient des réunions à la Douma d'État et au Conseil de la fédération, au sein de l'administration du président de la fédération de Russie, le ministère russe des Affaires étrangères, l'Institut d'études orientales, et organise également des conférences de presse choquantes. Lors d'une visite à Moscou en mars 2018, Hawatmeh a déclaré que l'Organisation de libération de la Palestine (OLP) exigeait que la Palestine renonce à la reconnaissance de l'État d'Israël et à sa coopération économique avec lui, et a également mis en garde contre la possibilité d'une troisième Intifada en cas de l'ouverture prévue de l'ambassade américaine le 15 mai 2018 en Israël à Jérusalem.
Bien que le soutien au FDLP ait diminué pendant une période sous le secrétariat général de Hawatmeh, la crédibilité et le soutien du FDLP ont augmenté parmi les Palestiniens et aux yeux d'autres groupes, en particulier à Gaza. À Gaza, le 21 février 2023, jour du 54e anniversaire de la fondation du groupe, des centaines de partisans ainsi que de nombreux combattants armés ont défilé, brandissant la bannière et les symboles du parti et scandant des slogans antisionistes du FDLP.
En 2023, le FDLP, sous la direction de Hawatmeh, a rejoint l'attaque du Hamas contre Israël en 2023, attaquant plusieurs cibles civiles avec son aile paramilitaire, les Brigades de la résistance nationale. Le FDLP a reconnu son implication dans le journal de son parti, Al-Hourriah, le 8 octobre.

## Idéologie
Hawatmeh est un partisan des idées de socialisme, de démocratie électorale et de pluralisme politique. Il est critique de l'idéologie islamiste, prône la création d'une société civile et d'un État laïc moderne, non fondé sur un principe confessionnel, proche des valeurs chrétiennes.
Hawatmeh veut un État binational et voit la nation arabe sous la forme d'un État fédéré ou confédéré, démocratique, populaire et révolutionnaire.
Hawatmeh est l'auteur de nombreux ouvrages historiques et théoriques sur le mouvement de résistance palestinien et l'évolution de la situation au Moyen-Orient, publiés dans différents pays et dans différentes langues. 